# José Luzón Morales
José Luzón Morales (f. 1948) fue un anarquista y militar español.

## Biografía
Miembro de la Confederación Nacional del Trabajo (CNT), tras el estallido de la Guerra civil se unió a las milicias confederales. 
Formó parte del batallón «Espartaco», de adscripción anarcosindicalista. Con posterioridad llegaría a ser oficial honorario de la Guardia Nacional Republicana (GNR), donde presidió la comisión de depuración de la GNR. En Madrid, Luzón estableció una cárcel para antiguos guardias civiles en un convento de salesianos de la calle Santa Engracia. A mediados de 1937 recibió el mando de la 70.ª Brigada Mixta, que, integrada en la 14.ª División, tomó parte en la batalla de Brunete. En marzo de 1939, tras el golpe de Casado, sería nombrado comandante de la 33.ª División. Al final de la contienda abandonaría España en avión, trasladándose a Orán.
En 1945, en el contexto de la escisión que sufrió el movimiento libertario, Luzón se alinearía con las posiciones de la llamada tendencia «colaboracionista». En 1948 sería detenido por la policía en Toulouse bajo la acusación de posesión ilegal de armas; José Luzón se habría suicidado en la celda donde se hallaba detenido.